# Luga (cráter)
Luga es el nombre de un cráter sobre la superficie de Marte. El cráter es una depresión circular de 44 kilómetros (27,3 mi) de diámetro con crestas pronunciadas, creada por un evento de impacto. El Cráter Luga, se encuentra en el cuadrángulo Argyre, a unos 180 kilómetros (111,8 mi) de un cráter de mayor tamaño al Oeste, el cráter Hooke en el extremo norte de la helada Argyre Planitia. El cráter Torsö se encuentra a unos 220 kilómetros (136,7 mi) hacia el Oeste.

## Epónimo
Como es de costumbre en la nomenclatura, los pequeños cráteres de menos de 60 km llevan el nombre de pequeños pueblos y aldeas. En 1976, el cráter recibió el nombre de la comuna Luga, en Rusia.